# کبودمهر
کبودمهر، روستایی از توابع بخش مرکزی شهرستان طوالش در استان گیلان ایران است،اين روستا داراي جنگلهاي بسياري پوشيده از درختان فَندُق ميباشد.

## جمعیت
این روستا در دهستان کوهستانی تالش قرار دارد و براساس سرشماری مرکز آمار ایران در سال ۱۳۸۵، جمعیت آن ۵۱ نفر (۱۳خانوار) بوده‌است.